# کورماکیتیس
کورماکیتیس (به لاتین: Kormakitis) یک روستا در قبرس است که در ناحیه گیرنه واقع شده‌است.

## خصوصیات
کورماکیتیس ۳۰۹ نفر جمعیت دارد و ۱۶۸ متر بالاتر از سطح دریا واقع شده‌است.